# Jamie Daddo
Jamie Beilby Daddo (18 de febrero de 1967) es un artista y pintor australiano.

## Biografía
Es hijo de Peter Daddo, importador de bisutería, y de Bronwen Daddo, naturópata.
Su hermano mayor es el actor Cameron Daddo, su hermano menor el actor Lochie Daddo, su gemélo idéntico el presentador Andrew Daddo y su hermana mayor Belinda Daddo.
En 1995 Jamie fue atropellado por un auto mientras estaba celebrando la victoria del equipo de fútbol Essendon: las lesiones cerebrales sufridas lo dejaron en coma por varios meses, pero se recuperó y desde entonces se desplaza en silla de ruedas.
Entre 1998 y el 2000 obtuvo una diplomatura en escritura profesional en la universidad RMIT, de la que se graduó en el 2000. En 1992 se graduó de la universidad Monash con una licenciatura en bellas artes. En el 2001 obtuvo una maestría en bellas artes en la universidad RMIT. En el 2007 se convirtió en embajador de la fundación Kids y en director creativo del reporte anual del "ParaQuad".
Jamie está casado con Annie Daddo, una maestra de necesidades especiales.

## Exhibiciones
| Año  | Exhibición                                          | Lugar de Exhibición                                                         |
| ---- | --------------------------------------------------- | --------------------------------------------------------------------------- |
| 2012 | The Porch Furniture "Pink Chair-ity Auction"        | Monash Gallery of Art, Fracture Gallery & Melbourne Central Shopping Centre |
| 2011 | Lessons in Diplomacy                                | Gallery Smith, Melbourne                                                    |
| 2008 | This Is It                                          | Greenwood Gallery                                                           |
| 2006 | The Glass is half Full                              | Yering Station - Yarra Glen, Victoria                                       |
| 2005 | Creativity In Grief – Behind the Masks              | NALAG                                                                       |
| 2005 | Australian Outsiders                                | Orange Regional & Hazelhurst Regional Art Galleries                         |
| 2004 | I Was Like You                                      | Catherine Asquith Gallery , Melbourne                                       |
| 2004 | Master and Amuse - Port Phillip Council Project     | South Melbourne Market                                                      |
| 2003 | Self Disclosure                                     | Maruska Gallery Melbourne                                                   |
| 1997 | Blank Spaces, Solo Exhibition of Paintings & Poetry | Artistcare Gallery, South Melbourne                                         |
| 1996 | Solo Exhibition                                     | Motor Works , Melbourne                                                     |
| 1992 | Solo Exhibition                                     | Zoo Nightclub                                                               |
| 1990 | Solo Exhibition                                     | Anthill Theatre                                                             |
| 1989 | Solo Exhibition                                     | Redheads                                                                    |

- Juez.:

| Año  | Lugar                                                     | Notas                               |
| ---- | --------------------------------------------------------- | ----------------------------------- |
| 2011 | Karingal Art Festival                                     | juez                                |
| 2011 | Westfield Shopping Centre Christmas Gift Card Competition | co-juez - junto a Bill Shorten M.P. |
| 2009 | KarnivArt Festival                                        | juez & orador invitado              |
| 2008 | Resilience, Caulfield Grammar : Yrs 7-11                  | orador                              |